# تیگران ماتولیان
تیگران هاکوبی ماتولیان (ارمنی: Տիգրան Հակոբի Մատուլյան؛ زاده ۲۰ فوریهٔ ۱۹۶۰) نقاش اهل ارمنستان است.

## زندگی‌نامه
وی در ۲۰ فوریهٔ ۱۹۶۰ در ایروان به دنیا آمد و از کالج دولتی هنرهای زیبای پانوس ترلمزیان (۱۹۸۲) فارغ‌التحصیل گشت.   وی همچنین برنده جوایزی همچون نقاش شایسته جمهوری ارمنستان (۲۰۱۴) شد.

## یادداشت
1. ↑  Երևանի Գեղանկարչական ստուդիայում